# Memorial Jesús Gil y Gil
El Memorial Jesús Gil y Gil fue un torneo de fútbol en homenaje al que fuera presidente del Atlético de Madrid, fallecido en mayo de 2004,  Jesús Gil y Gil. El torneo se celebró en su primera versión en el Estadio Vicente Calderón en el año  2005 y contó con algunas celebraciones para los aficionados y partidos de fútbol entre equipos de categorías inferiores del club, equipo femenino, veteranos y artistas contra toreros. El plato principal del homenaje fue el derbi entre los dos principales equipos de Madrid, el Real Madrid C. F. y el Atlético de Madrid. La recaudación de los partidos se destinó a obra benéfica, repartida a las fundaciones de ambos clubes y a la "Asociación Madrileña contra la Fibrosis Quística", entre otras.Tras dos ediciones, fue rebautizado como Trofeo Memorial Jesús Gil y Gil y se reinició su celebración en la época estival a partir de 2013 (consistiendo en un encuentro entre el Atlético de Madrid y el C. D. Numancia).

## Historia
Las primeras ediciones del torneo fueron organizadas por el club rojiblanco, como recuerdo al que fuera su presidente. Los partidos se disputaron en el Estadio Vicente Calderón de Madrid y se contó con la colaboración del eterno rival madrileño, el cual disputó las dos primeras ediciones en los años 2005 y 2006, ganando la primera y perdiendo la segunda.
En el verano del año 2013 se volvió a organizar el torneo, esta vez lo llevó a cabo el Ayuntamiento de Burgo de Osma, Soria, ciudad natal del presidente fallecido, para honrar a uno de sus vecinos más ilustres, como Trofeo Memorial Jesús Gil y Gil, decidiendo que a partir de ese año el torneo tendría continuidad. Se disputa en el Estadio Municipal de Burgo de Osma, siendo la primera edición de 2013 entre el C. D. Numancia, por ser un club de la región (Soria) y el Club Atlético de Madrid.
El trofeo es una réplica en plata de la torre de la Catedral de El Burgo de Osma y mide aproximadamente un metro de altura.

## Palmarés del torneo
| Edición      | Año  | Lugar         | Campeón            | Resultado     | Subcampeón         | Goles |
| ------------ | ---- | ------------- | ------------------ | ------------- | ------------------ | --- |
| I            | 2005 | Madrid        | Real Madrid C. F.  | 1-1 (6-5 p.)  | Atlético de Madrid | 1-0 Soldado (R), 1-1 Ibagaza (A)                                                                                  |
| II           | 2006 | Madrid        | Atlético de Madrid | 0-0 (4-3 p.)  | Real Madrid C. F.  | - |
| No disputado |      |               |                    |               |                    | |
| III          | 2013 | Burgo de Osma | Atlético de Madrid | 4-2           | C. D. Numancia     | 1-0 Diego Costa (A), 2-0 Diego Costa (A), 3-0 Aquino (A), 3-1 Palanca (N), 4-1 Léo Baptistão (A), 4-2 Palanca (N) |
| IV           | 2014 | Burgo de Osma | Atlético de Madrid | 1-0           | C. D. Numancia     | 1-0 Héctor Hernández Marrero                                                                                      |
| V            | 2015 | Burgo de Osma | Atlético de Madrid | 2-0           | C. D. Numancia     | 1-0 Lucas Hernández, 2-0 Ángel Correa                                                                             |
| VI           | 2016 | Burgo de Osma | Atlético de Madrid | 2-0           | C. D. Numancia     | 1-0 Fernando Torres, 2-0 Regalón (ag.)                                                                            |
| VII          | 2019 | Burgo de Osma | Atlético de Madrid | 3-0           | C. D. Numancia     | 1-0 Vitolo, 2-0 Šaponjić, 3-0 Felipe                                                                              |
| Suspendido   | 2020 | -             | -                  | -             | -                  | - |
| VIII         | 2021 | Burgo de Osma | Atlético de Madrid | 1-1 (7-6 pen) | C. D. Numancia     | 1-0 Mario Soriano, 1-1 Diego Suárez                                                                               |
| IX           | 2022 | Burgo de Osma | Atlético de Madrid | 4-0           | C. D. Numancia     | 1-0 Lemar, 2-0 Correa, 3-0 Kondogbia, 4-0 Cunha                                                                   |
| X            | 2023 | Burgo de Osma | Atlético de Madrid | 2-0           | C. D. Numancia     | 1-0 Morata, 2-0 Rodrigo Riquelme                                                                                  |
| XI           | 2024 | Burgo de Osma | Atlético de Madrid | 1-1 (5-3 pen) | C. D. Numancia     | 1-0 Rodrigo Riquelme, 1-1 Alain Ribeiro                                                                           |

## Títulos por equipo
| Equipo             | Campeón | Subcampeón |
| ------------------ | ------- | ---------- |
| Atlético de Madrid | 10      | 1          |
| Real Madrid C. F.  | 1       | 1          |
| C. D. Numancia     | 0       | 9          |